# Матеріальна частина
Матеріальна частина (скор. матчастина) — термін військової справи, позначає озброєння і спорядження військової частини на відміну від її особового складу і тактики (організація військ полягає у створенні міцних і керованих бойових одиниць з особового складу і матеріальної частини). 
У матеріальну частину зазвичай не включаються укріплення та інші споруди. В жаргоні термін використовується для позначення механізму, машини, агрегату (до матчастини його не можна допускати).
Навчання роботі зі складною технікою завжди починається з вивчення її влаштування в класах, «вивчення матчастини» із застосуванням навчальних посібників — посібників, слайдів, навчальних моделей і зразків. Звідси виник вираз інтернетного жаргону «вчи матчасть», вказує на брак базових знань у адресата, приблизний еквівалент англійського RTFM (read the fucking manual).
Зміни в матеріальній частині можуть призводити до змін тактики, і навпаки. Наприклад, поява на полі бою в 1950-х роках вертольотів дозволила здійснювати швидкий маневр і зрівняла шанси американської армії у В'єтнамі в боротьбі проти більш численного  противника. У свою чергу, ця аеромобільність спричинила за собою запит на створення не тільки легших, але і більш компактних видів особистої зброї.